# Enrique Godoy

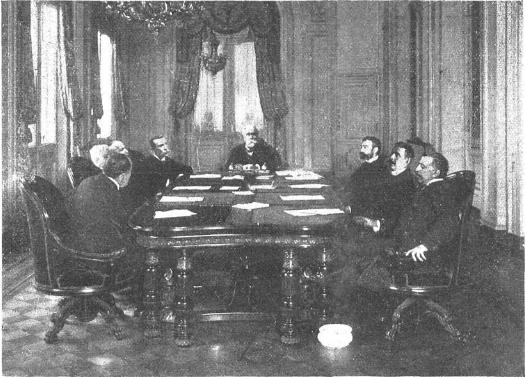
Primera reunión del Gabinete del Presidente Quintana. 17 de octubre de 1904.

Enrique Godoy (San Juan, Argentina; 3 de mayo de 1850 - Buenos Aires, 18 de mayo de 1912) fue un militar y político argentino, que participó en la Conquista del Desierto, fue gobernador de la Provincia de San Juan y ministro de Guerra de la Nación.

## Biografía
Comenzó su carrera militar a los 18 años, participando brevemente en la Guerra del Paraguay. Posteriormente participó en diversas acciones contra los indígenas y en la Conquista del Desierto. Entre noviembre de 1882 y abril del año siguiente, a órdenes del general Conrado Villegas, fue el jefe de una de las brigadas de ejército que llevaron adelante la campaña a los Andes meridionales: ocupó la zona del río Collón Curá y persiguió a los caciques Manuel Namuncurá, Reuquecurá y Ñancucheo; logró capturar a Reuquecurá —tío del cacique mayor Namuncurá— y otros 700 indígenas prisioneros, causando la muerte de otros 100.
Fue elegido diputado nacional en 1890, y era considerado un amigo personal y partidario político del general Julio Argentino Roca. Fue comandante de una brigada de Ejército y residió cierto tiempo en el Alto Valle del Río Negro. El 8 de febrero de 1897 fundó la localidad de Las Lajas, en el Territorio Nacional del Neuquén.
Fue elegido Gobernador de San Juan el 5 de enero de 1902, integrando la fórmula Godoy – Balaguer, y asumió el gobierno el 12 de mayo de ese año. Durante su mandato se sancionó la ley que proponía la llegada del ferrocarril a la provincia de San Juan. Renunció en octubre de 1904, cuando el presidente Manuel Quintana lo nombró ministro de Guerra de la Nación.
Dejó el ministerio en mayo de 1906, al fallecer el presidente Quintana, y poco después fue elegido diputado nacional. A fines de ese mismo año fue nombrado senador nacional por la Legislatura sanjuanina.
Considerado el hombre fuerte de la provincia durante el gobierno de Manuel José Godoy, pero su influencia política terminó con la revolución del 6 de febrero de 1907.
Falleció el 18 de mayo de 1912, una semana después de cumplido su período como senador, a los 62 años, en la ciudad de Buenos Aires.
La localidad de General Enrique Godoy recuerda a este militar y gobernante.